# Famara
Famara est le principal massif montagneux du nord de l'île de Lanzarote dans les îles Canaries. C'est le versant oriental d'un volcan en éruption au Miocène. Les falaises de Famara (Risco de Famara) sont les restes émergés d'une caldeira d'une dizaine de kilomètres de diamètre centrée sur le sud de La Graciosa.
Les falaises de Famara culminent à 674 m d'altitude aux Peñas del Chache.

## Playa de Famara

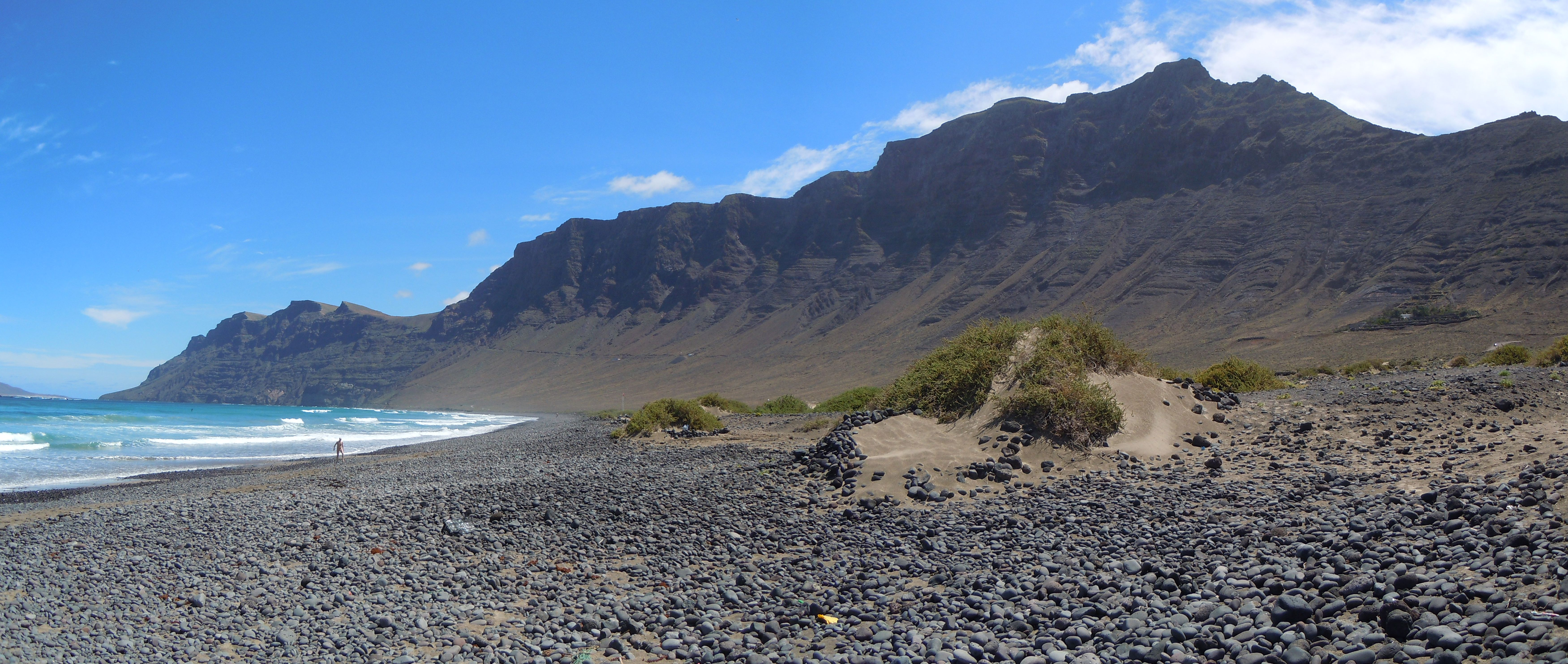
Falaises de Famara.

La plage à l'ouest des falaises de Famara, la playa de Famara, est une plage de sable et de galets volcaniques. Elle est longue de trois kilomètres. Son orientation face à l'océan Atlantique, la rend propice à la pratique du surf.
Une station balnéaire très fréquentée, Caleta de Famara, y a été construite.

## Environnement
La côte au nord de la plage de Famara est fermée par les falaises et inaccessible aux véhicules. C'est un site de biodiversité remarquable, avec une dizaine d'espèces de plantes endémiques au site.
L'ensemble des falaises de Famara et de son littoral est intégré au parc naturel de l'archipel de Chinijo.

### Flore
Il existe une dizaine d'espèces de plantes endémiques à la plaine côtière au pied des falaises de Famara. Cet endémisme a été favorisé par un isolement datant de plus d'un million d'années.

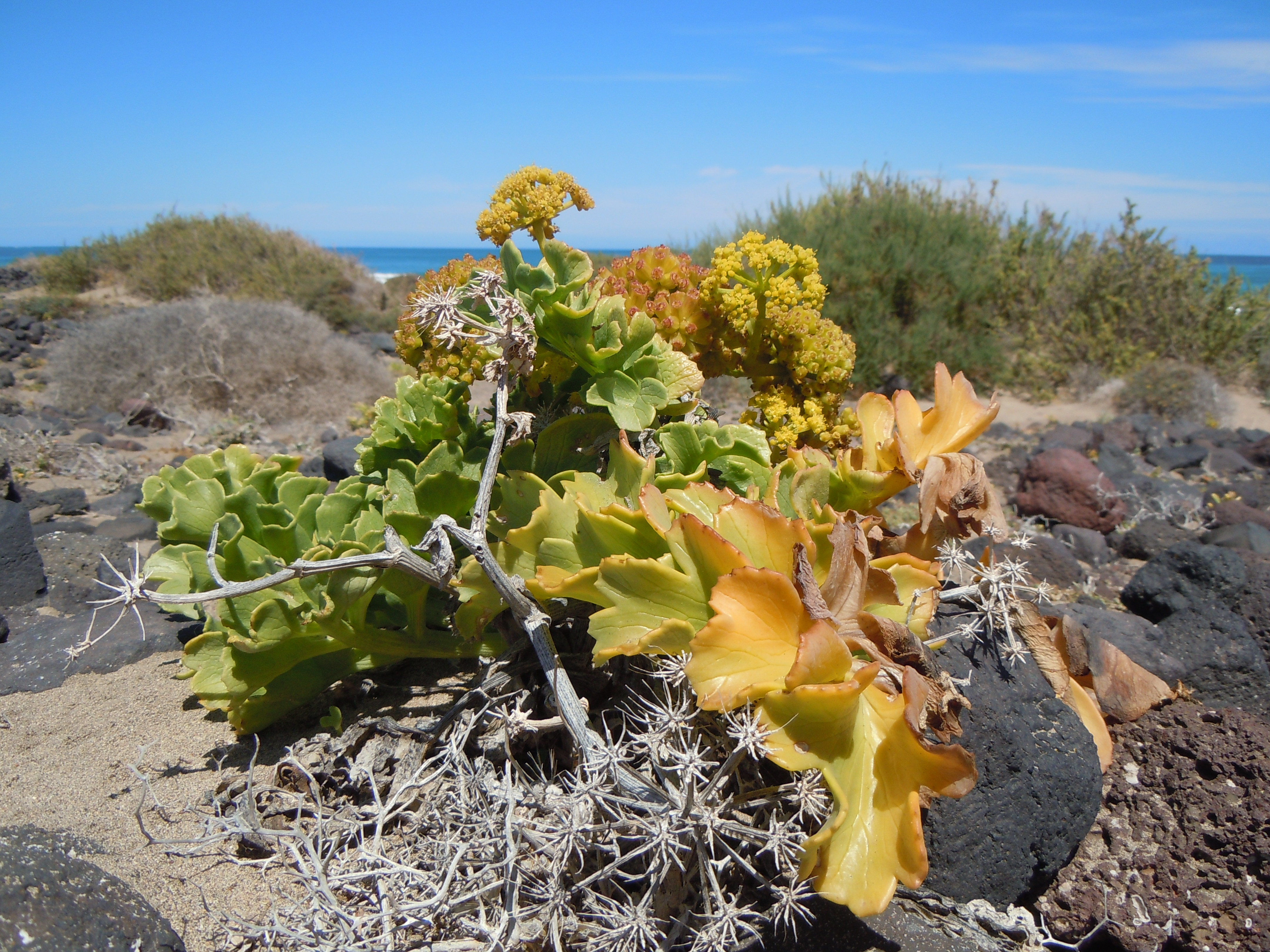
Astydamia latifolia.
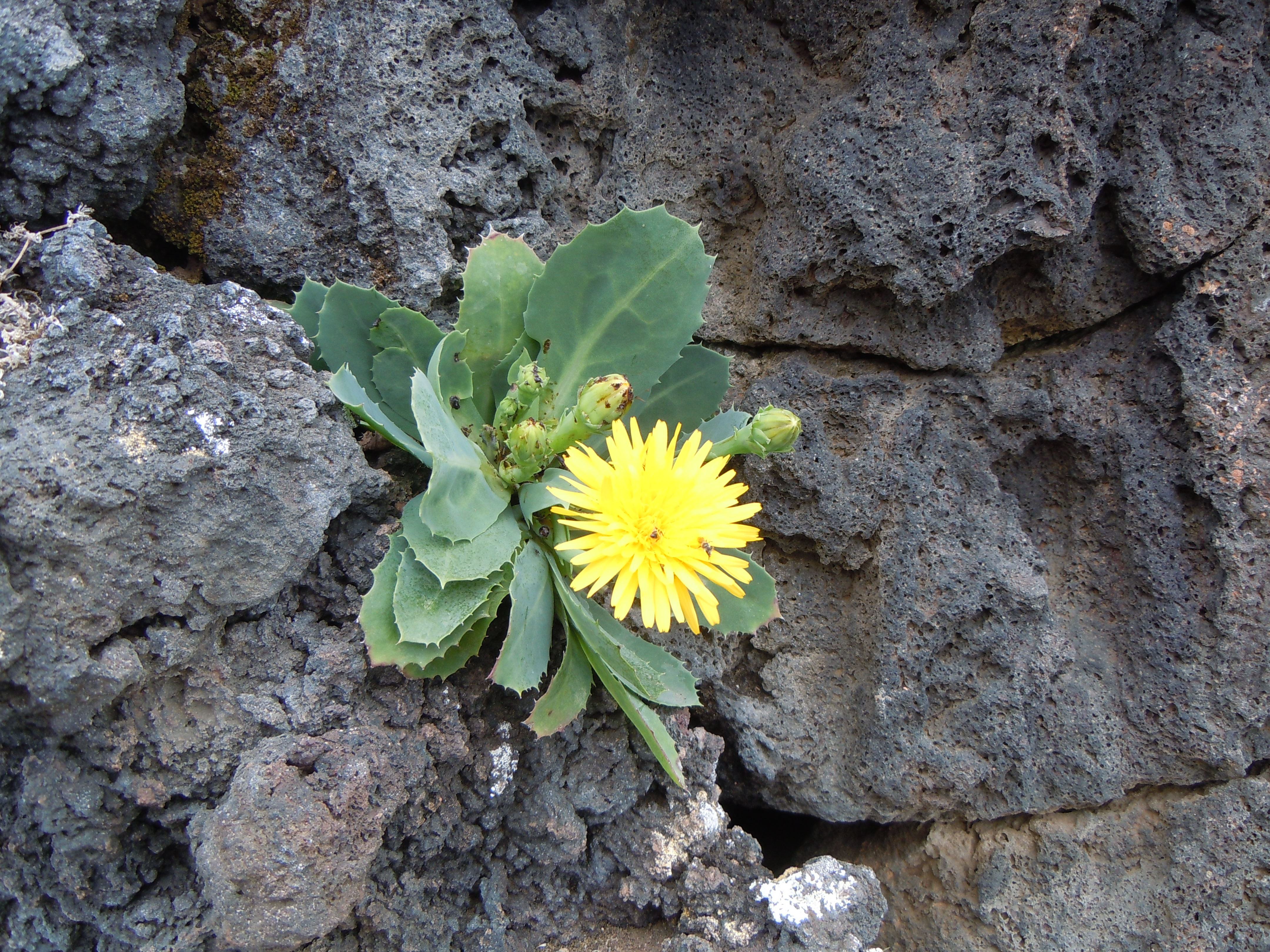
Reichardia famarae.
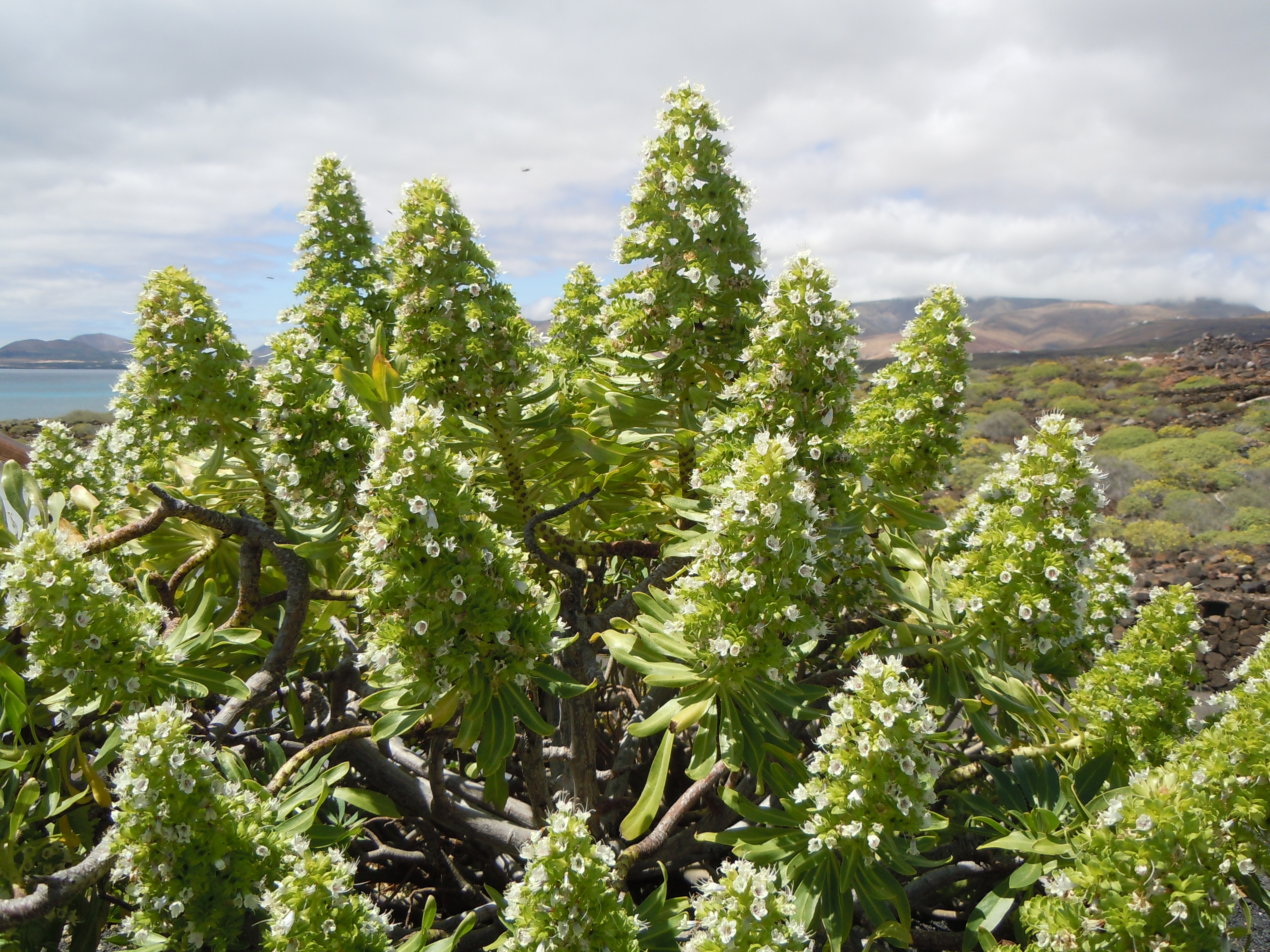
Echium decaisnei

### Pollution

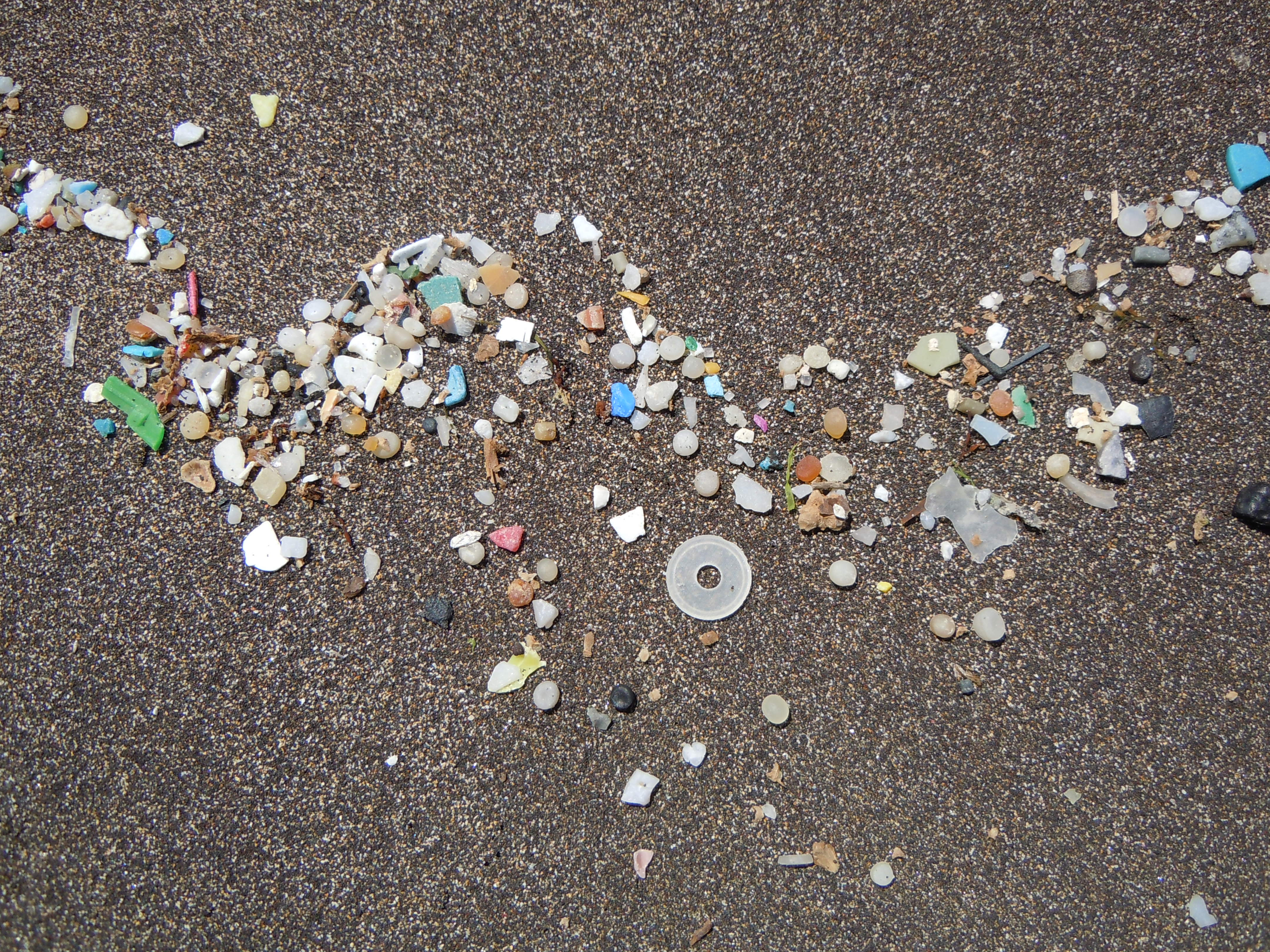
Débris plastiques (larmes de sirène) sur le sable de la plage de Famara

Exposée aux courants venant de l'ouest, la plage de Famara est un site d'accumulation des déchets provenant du vortex de déchets de l'Atlantique nord